# Johann Jakob Froberger
Johann Jakob Froberger (18. května 1616 – 7. května 1667) byl německý barokní hudební skladatel a virtuos na klávesové hudební nástroje. 

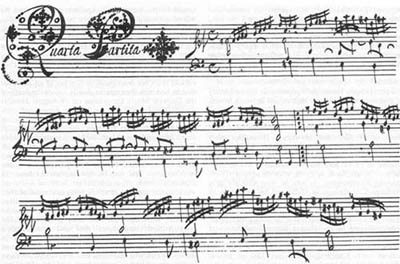
Frobergerův hudební rukopis

Patřil k nejslavnějším hudebníkům své doby a ovlivnil prakticky každého velkého evropského hudebního skladatele své epochy tím, že vytvořil žánr suity pro klávesové nástroje a svými mnoha cestami přispěl k výměně hudebních idejí. Za svého života uveřejnil pouze dvě skladby, jeho kompozice se však šířily v mnoha opisech a stal se jedním z nepatrného počtu skladatelů 17. století, kteří nebyli nikdy úplně zapomenuti: Po Händelovi a Bachovi jeho díla studovali dokonce i Mozart a Beethoven.